# Muchołapka

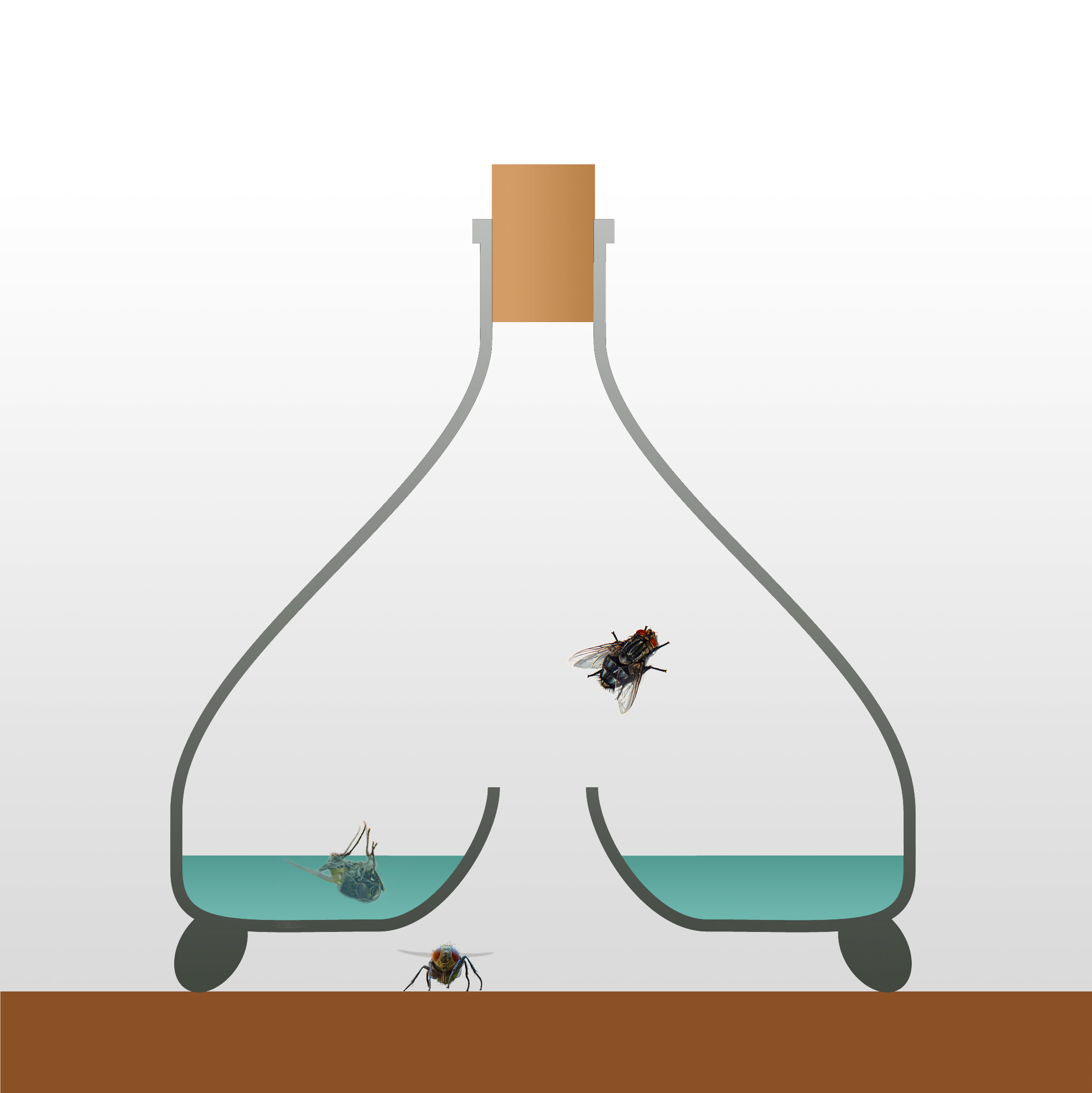
Zasada działania muchołapki

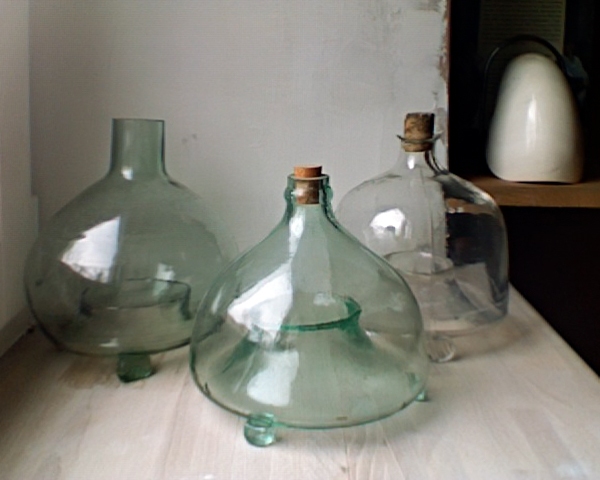
Muchojerki

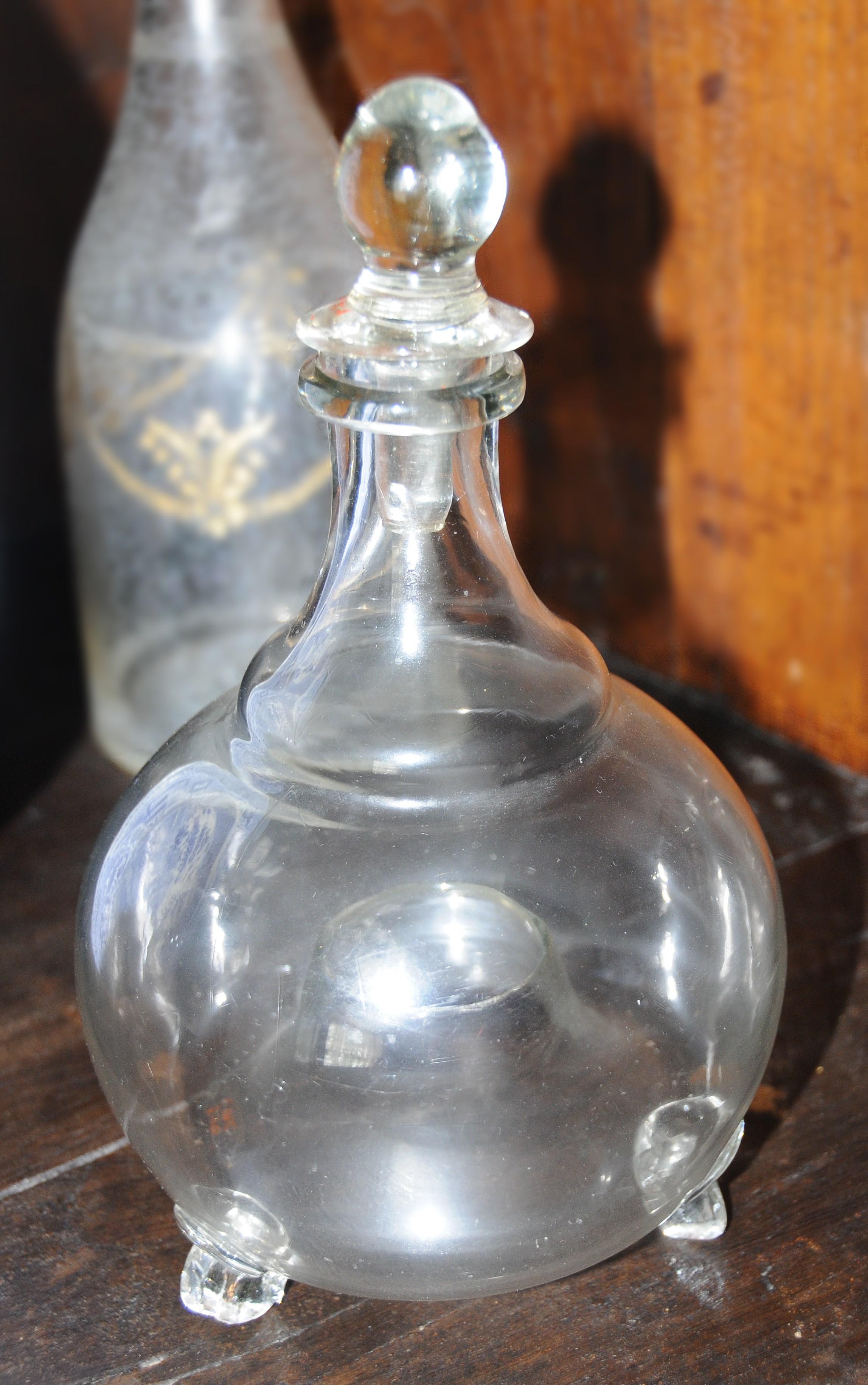
Muchołapka portugalska

Muchołapka, mucharka, muchojerka, muchołówka, mucharnica – rodzaj tradycyjnej pułapki na owady latające, głównie muchy, w formie szklanego, baniastego lub wysmukłego naczynia podobnego kształtem do karafki albo wazonu.

## Opis
Na środku mocno wgłębionego cylindrycznie do wewnątrz dna znajdował się otwór, wokół którego ścianki naczynia i owo wgłębione dno tworzyły rowek. Szyjka naczynia zamykana była szklanym lub papierowym korkiem. Muchołapkę można było wieszać za uchwyt mocowany u szyjki, choć częściej stała na osadzonych w tym celu u podstawy trzech lub czterech nóżkach.
Wewnątrz muchojerki umieszczano przynętę dla owadów w postaci kawałka mięsa lub sera itp., a w zagłębione dno wlewano wodę z mydłem. Zwabione zapachem muchy wchodziły do środka przez otwór w dnie i najczęściej nie mogły się już wydostać z powrotem, gdyż instynktownie lecąc do światła, kierowały się w stronę zewnętrznych ścianek naczynia, w końcu tonąc w cieczy. Jako przynętę wykorzystywano również często wodę z cukrem, słodką serwatkę, mleko bądź piwo. Do trucia much używano też mieszanki miodu z muchomorem. 
Szklane muchołapki były w użyciu na ziemiach polskich co najmniej od początku XIX wieku, o czym świadczy zawarta w  Słowniku języka polskiego  Samuela Bogumiła Lindego z lat 1807-1814 definicja, według której mucharka czy muchaierka to „naczynie śklane z małym otworem, w którym się muchy topią”. Szczegółowy opis działania zawarty jest w jeszcze wcześniejszej niemieckiej Oeconomische Encyclopädie z roku 1778.
Obecnie zapomniane, muchołapki tego typu używane były w gospodarstwach domowych przez cały wiek XIX, produkowały je huty szkła, a stosowano je jeszcze przed II wojną światową; w ukończonej w 1924 r. a opublikowanej w roku następnym powieści Jarosława Iwaszkiewicza Księżyc wschodzi, której akcja rozgrywa się przed 1920 r. na Kijowszczyźnie, w oczach bohatera (o imieniu Antoni) „Żółta, popękana cerata, ozdobiona archipelagami odłupanych wysp (...), a na tle tej ceraty szklana muchołapka, do połowy napełniona serwatką, nadały ton swoistości pokojowi pana Kalinowskiego”, narrator zaś komentuje: „Nie wiem, czy są gdzie jeszcze teraz takie muchołapki. Antoni od dzieciństwa przyzwyczaił się do tych kloszów; biedne muchy wchodziły od spodu i później już nie mogły znaleźć wyjścia”.
Do tępienia much i innych szkodliwych owadów stosuje się obecnie nadal inne metody tradycyjne, np. lepy czy packi na muchy, lub też nowocześniejsze, takie jak insektycydy w rozpylaczu, czy elektryczne lampy owadobójcze. W wydanym w 1962 r. Słowniku języka polskiego pod redakcją Witolda Doroszewskiego muchołapką jest też „taśma papieru, pokryta warstwą lepkiej substancji” – czyli lep.

## Odniesienia w kulturze
Metafory szklanej pułapki na muchy użył w swych Dociekaniach filozoficznych Ludwig Wittgenstein, odpowiadając na pytanie o cel filozofii: „309. Co jest twoim celem w filozofii? — Wskazać muszce wyjście ze szklanej muchołapki” (oryg.: 309. Was ist dein Ziel in der Philosophie? Der Fliege den Ausweg aus dem Fliegenglas zeigen).
Tytuł Fabryka muchołapek  nosi nominowana w 2009 roku do Nagrody literackiej Nike powieść Andrzeja Barta osnuta wokół kontrowersyjnej postaci Chaima Rumkowskiego, przewodniczącego Judenratu w getcie łódzkim. Wspomniana (str. 74) wytwórnia produkowała jednak lep na muchy.
Motyw muchołapki pojawia się też w piosence „Krąży, krąży złoty pieniądz” ze słowami Jonasza Kofty do muzyki Andrzeja Korzyńskiego, wykonywanej przez Marylę Rodowicz:

Złudny jest ten miód, nudny jest ten miód, 

głupia to pułapka, stara muchołapka,

ciężka od much.

Lepki jest ten miód, gęsty jest ten miód,

gdy zaklei usta w oczach denna pustka, 

na rękach brud.